# Túmulo do rei Tongmyŏng
O túmulo do rei Tongmyŏng (Chosŏn'gŭl: 동명왕릉; hancha: 東明王陵; MR: Tongmyŏngwangrŭng; rr: Dongmyeongwangneung) é um mausoléu situado próximo a Ryongsan-ri, Ryŏkp'o-guyŏk, em Pionguiangue, na Coreia do Norte. Um dos túmulos é o túmulo real de Dongmyeong (58–19 a.C.), o fundador do antigo reino de Goguryeo, que ficava mais a norte dos Três Reinos da Coreia. No total, existem sessenta e três túmulos individuais do período. A área circundante de Tongmyong contém quinze túmulos conhecidos que podem ter pertencido a vários senhores vassalos. O túmulo foi declarado Património Mundial, como parte do Complexo de Túmulos Koguryo pela Organização das Nações Unidas para a Educação, a Ciência e a Cultura em 2004, sob os critérios (I), (II), (III) e (IV), cobrindo uma área de 233 hectares (580 acres), com uma zona-tampão de 1 701 hectares (4 200 acres). Uma característica única deste e de outros túmulos existentes no local são as pinturas de parede que retratam o florescimento de lótus daquele período, indicando o budismo praticado na Coreia (277 a.C. a 668 d.C.).

## História
O local sagrado foi construído quando o rei Jangsu transferiu sua capital da Fortaleza do Monte Hwando para Pionguiangue em 427 d.C.. O túmulo real do rei Tongmyong é um dos sessenta e três túmulos que existem nas cinco zonas da Coreia do Norte. A construção de todos esses túmulos data dos séculos V e VI. A sua história remonta ao reino de Koguryo, que existiu entre 277 a.C. a 668 d.C., inicialmente em Huanren, Liaoningue, na China. Foi então transferido para o castelo Kungnae em 3 d.C. em Ji'an, Jilin, da China e posteriormente transferido para o monte Taesong, em Pionguiangue, em 427 d.C. na Coreia. A sua localização final encontra-se atualmente no castelo de Jangan, no centro da cidade de Pionguiangue. Kogyuro tinha cinco tribos antigas, cada uma com sua própria sepultura ancestral, e observavam os ritos celebrados durante o décimo mês de cada ano, realizando a tongmyong ("petição para o leste"), que é a adoração de uma divindade celestial chamada Susin. A caverna de Kiringul está situada a 200 metros do templo de Yongmyong na colina de Moran, na cidade de Pionguiangue. É uma rocha retangular esculpida com a inscrição “Covil do Unicórnio". Com base na descoberta do covil do unicórnio do rei, os arqueólogos do Instituto de História da Academia de Ciências Sociais da República Popular Democrática da Coreia, inferiram que Pionguiangue era a capital da antiga Coreia e concomitantemente do reino de Koguryo. Em 1697, durante a era de Sukjong de Joseon, o rei endossou uma proposta para reparar anualmente o túmulo do rei Tongmyong.
Esta e outras sepulturas passaram a ser noticiadas somente após o ano de 1905, quando a Coreia foi ocupada pelos japoneses. Os especialistas japoneses foram fundamentais na realização de investigações científicas e na documentação dos túmulos entre 1911 a 1940. Os túmulos originais foram saqueados por caçadores de tumbas e foram encontrados por arqueólogos japoneses durante as escavações realizadas em 1941. Após as escavações, foram reformados por motivos políticos.
O reconhecimento da UNESCO em 2004 para os túmulos foi concedido sob os critérios: critério I pela elegância artística das pinturas de parede; critério II pois trouxe à tona a prática do sepultamento de Koguryo, que teve influência em outras culturas na região, incluindo o Japão; critério III já que as pinturas nas paredes representam a história, as crenças religiosas e os costumes do povo; e o critério IV por fornecer uma tipologia de sepultamento.